# Zhang Yicong
Zhang Yicong (chino= 张奕聪), es un actor chino.

## Biografía
Estudió en la Academia de Teatro de Shanghai (Shanghai Theater Academy) de donde se graduó en el 2015.

## Carrera
En abril del 2018 se unió al elenco de la serie Cinderella Chef donde dio vida a Ding Qi, el jefe de la corte de Xinyi que se enamora de Ye Jinxuan (Chong Danni), y que más tarde es manipulado por Peng Wu y el príncipe Zheng Minyu.
En junio del mismo año se unió al elenco de la serie Legend of Fuyao donde interpretó a Zhan Nancheng, el ambicioso Rey de Tiansha, que utiliza cualquier medio con tal de alcanzar sus objetivos.
El 29 de agosto del 2019 se unió al elenco principal de la serie Nine Kilometers of Love (九千米的爱情) donde dio vida a Jiang Yiming, un joven estudiante de vuelo del departamento de aviación de Pengcheng que aspira a convertirse en un piloto, hasta el final de la serie el 26 de septiembre del mismo año.

## Filmografía

### Series de televisión
| Año  | Título                                 | Personaje         | Notas                                                          |
| ---- | -------------------------------------- | ----------------- | -------------------------------------------------------------- |
| 2019 | Nine Kilometers of Love (九千米的爱情) | Jiang Yiming      | 24 episodios                                                   |
| 2018 | Legend of Fuyao                        | Rey Zhan Nancheng |                                                                |
| 2018 | Cinderella Chef                        | Ding Qi           | 28 episodios                                                   |
| 2016 | Mr. Bodyguard 2 (校花的贴身高手Ⅱ)      | An Jianwen        | (también conocida como "School Beauty's Personal Bodyguard 2") |
| 2016 | Four Ladies (翩翩冷少俏佳人)           | -                 |                                                                |

### Películas
| Año  | Título                               | Personaje    | Notas                                                                                   |
| ---- | ------------------------------------ | ------------ | --------------------------------------------------------------------------------------- |
| 2019 | The Wild Goose Lake (南方车站的聚会) | Xiao Dongbei | junto a Hu Ge, Gwei Lun-mei, Liao Fan, Wan Qian, Qi Dao y Huang Jue                     |
| 2019 | Savage (雪暴)                        | Er Mao       | junto a Chang Chen, Ni Ni, Liao Fan, Li Guangjie, Huang Jue y Liu Hua                   |
| 2019 | The Coldest City (红尘1945)          | -            | junto a Xia Yu, Wang Keru, Kevin Tan, Chang Kuo-chu, Lee Lichun, Jin Shijie y Huang Jue |